# Siborgij
Siborgij je kemijski element atomskog (rednog) broja 106 i atomske mase 271,13. U periodnom sustavu elemenata predstavlja ga simbol Sg.
Siborgij je prethodno nosio ime unnilheksij (Unh). Vjerojatno posjeduje izotope čije se atomske mase nalaze između 258-264.
Izotop 264 je dobiven 1986. godine, bombardiranjem izotopa 249Cf jezgrama izotopa 16 oksida.
Ovaj element se ne javlja u prirodi. Do sada je dobiveno samo nekoliko njegovih atoma. Pretpostavlja se da se nalazi na Suncu i na još nekim zvijezdama srednje veličine.
Njegove fizičke i kemijske osobine nisu poznate, ali pretpostavlja se da je on metal sličnih osobina kao i krom.
Njegova elektronska konfiguracija također nije poznata jer je dobiven u obliku plazme. Po pravilima ona bi trebala biti: radon + 5f146d47s2.
Ime je dobio po američkom kemičaru Glennu Seaborgu.
U hrvatskoj se literaturi rabi i ime seaborgij. IHJJ predlaže ime siborgij zbog hrvatske jezične tradicije.